# Richard Corkill
Richard Kenneth Corkill, né en 1951 à Douglas, est un homme politique de l’île de Man. Il a été ministre principal (en anglais Chief Minister, en mannois Ard-choylargh) de l’île de décembre 2001 à décembre 2004, succédant à Donald Gelling.
Il démissionne à la suite d’un scandale financier, Donald Gelling lui succédant à nouveau, pour un second mandat.